# هايد بارك كورنر

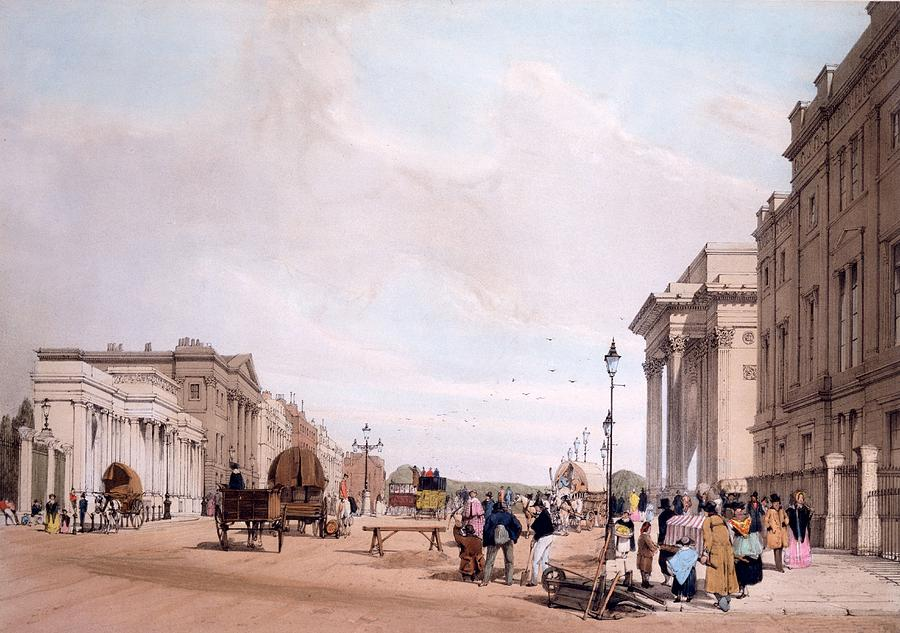
هايد بارك كورنر - 1842 م.

هايد بارك كورنر هي الزاوية الجنوب شرقية للهايد بارك، ومنطقة تقاطع رئيسي لعدد من الشوارع - منها شارع «نايتسبرج» و«بارك لين» و«بكدلّي».
يوجد بقرب التقاطع محطة مترو بنفس الاسم. ومن المعالم الشهرية في الزاوية قصر أبسلي هاوس، الذي يعود تاريخه إلى القرن الثامن عشر ميلادي.

## معرض صور

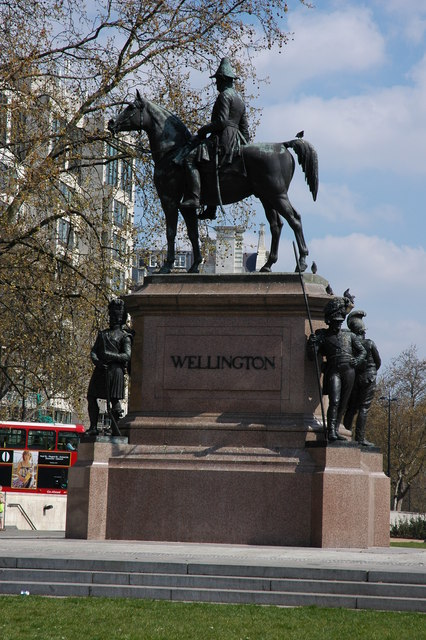
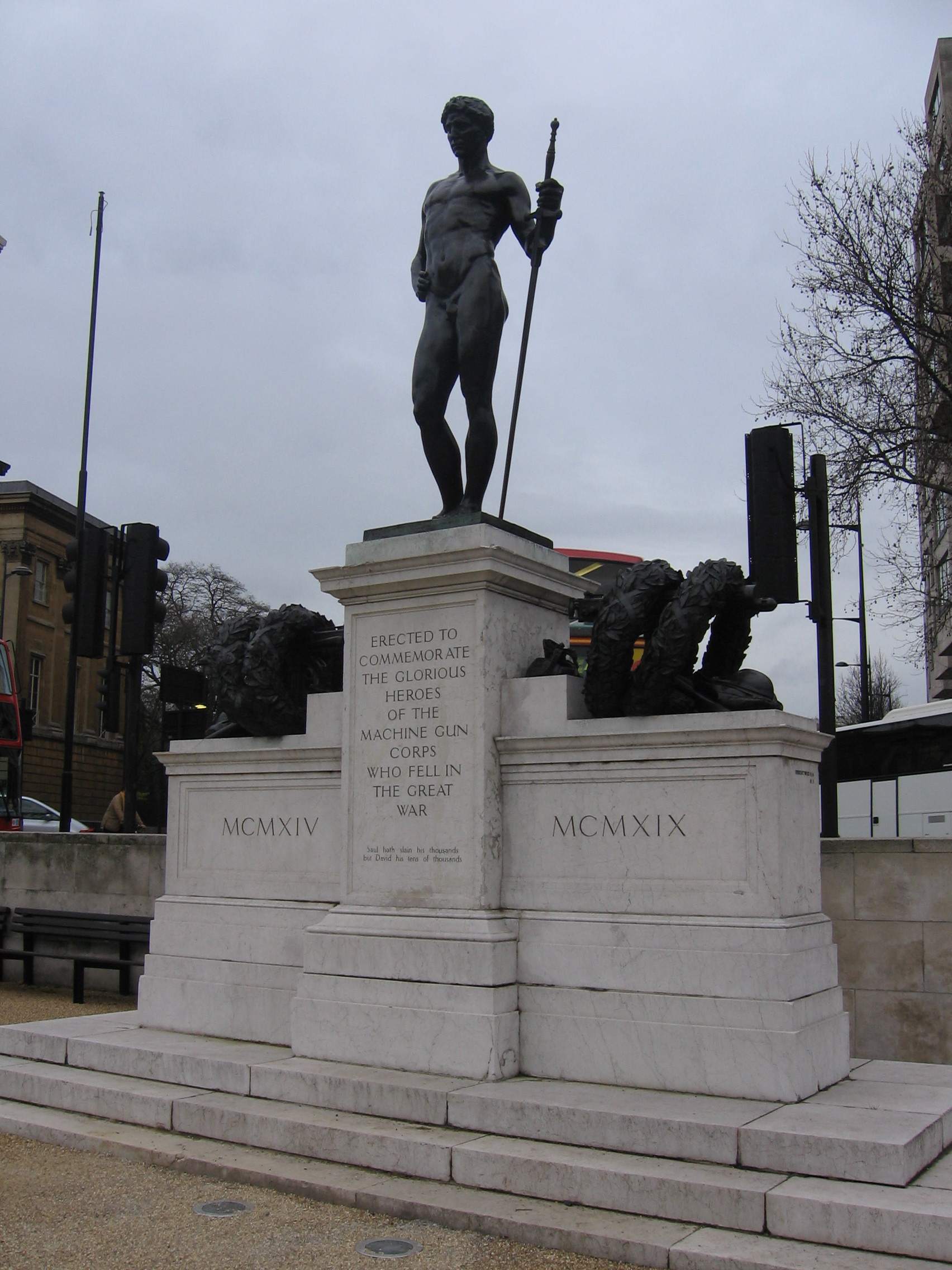
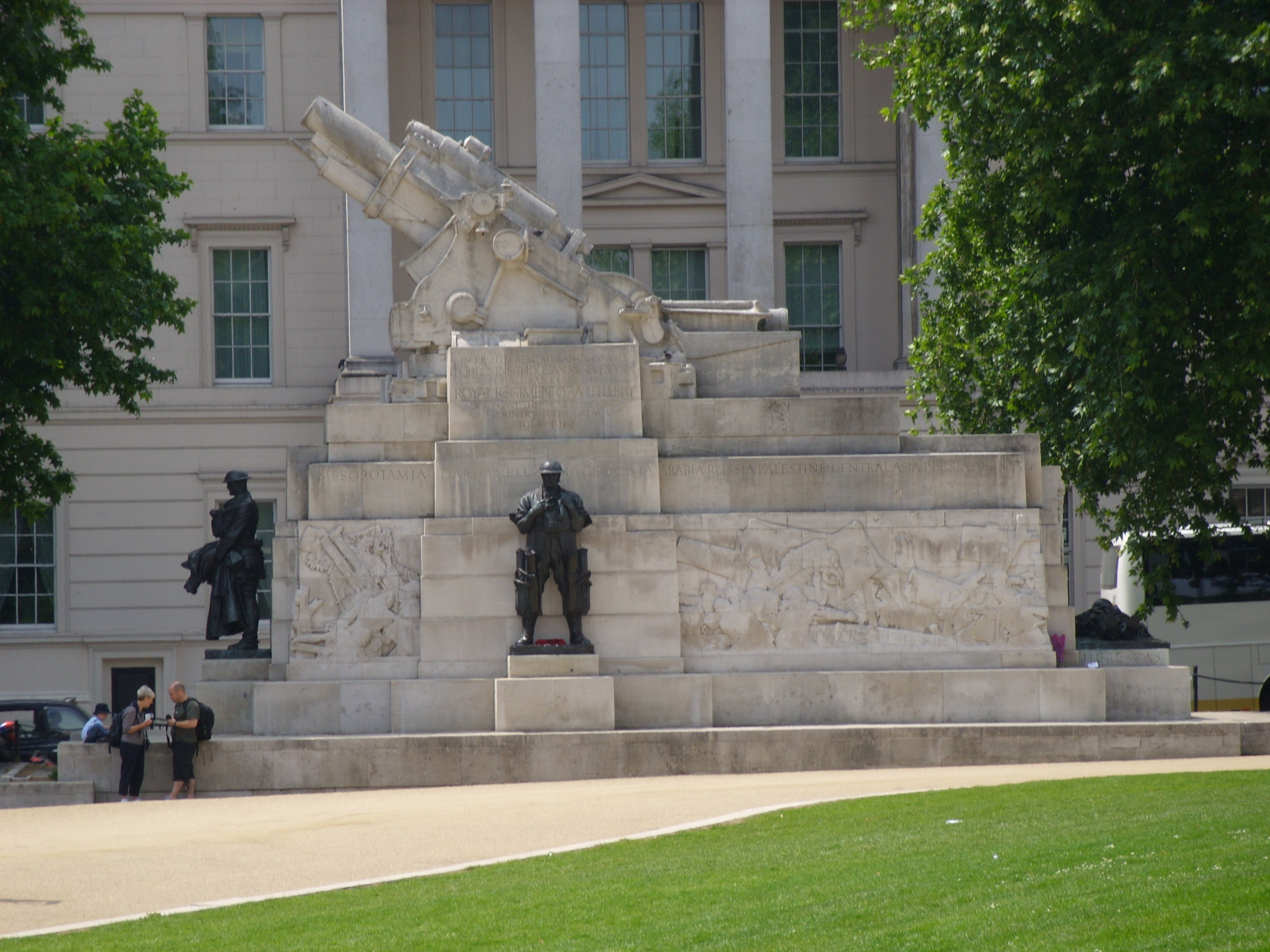
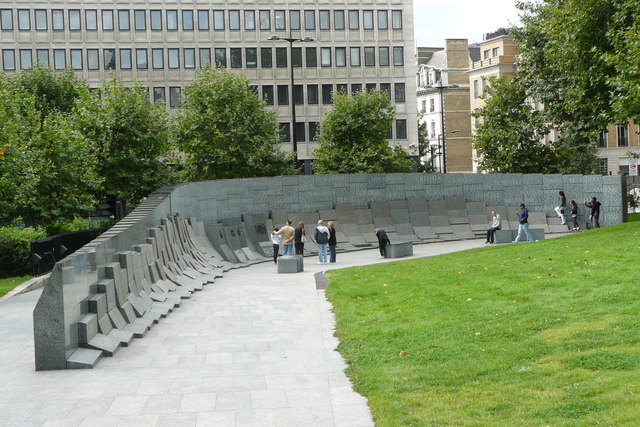
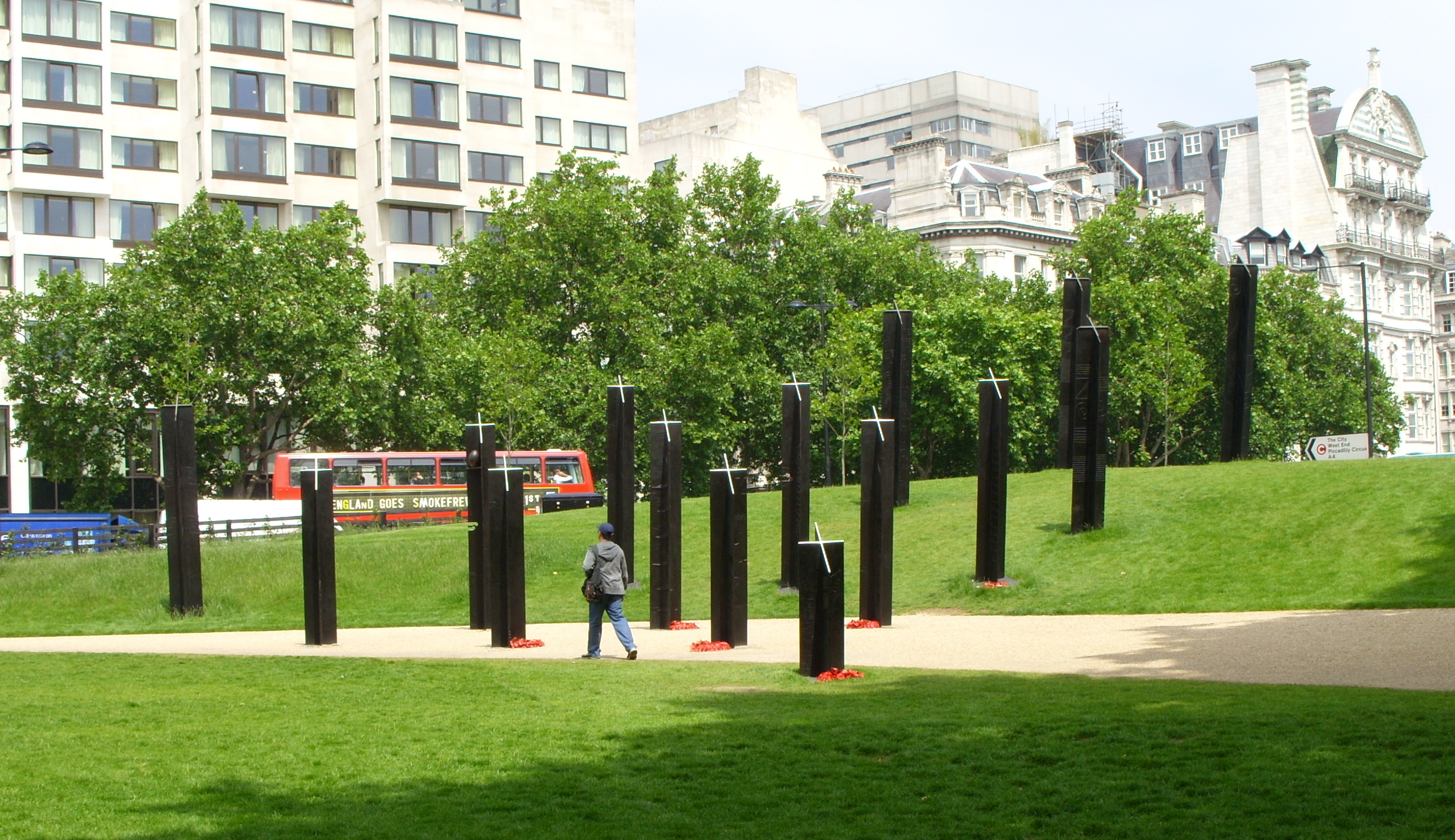
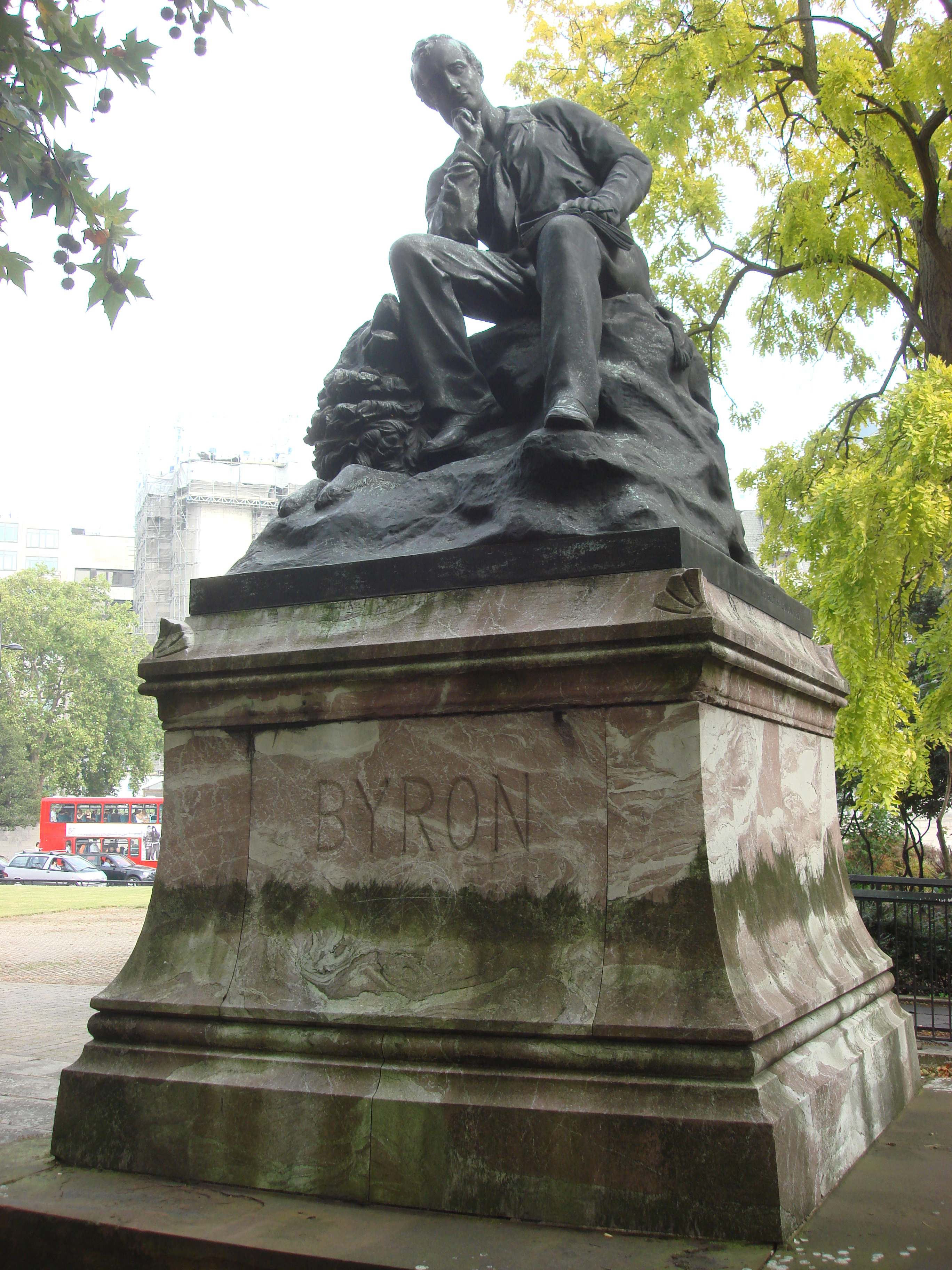